# Вебер (Канзас)
Вебер (енгл. Webber) град је у америчкој савезној држави Канзас.

## Демографија
По попису из 2010. године број становника је 25, што је 12 (-32,4%) становника мање него 2000. године.
| Група             | 2000.       | 2010.       |
| Белци             | 37 (100,0%) | 25 (100,0%) |
| Афроамериканци    | 0 (0,0%)    | 0 (0,0%)    |
| Азијати           | 0 (0,0%)    | 0 (0,0%)    |
| Хиспаноамериканци | 0 (0,0%)    | 0 (0,0%)    |
| Укупно            | 37          | 25          |